# ベズイミアニ山
ベズイミアニ山（ベズイミアニさん、Bezymianny、露: Безымянный）は、ロシアのカムチャツカ半島にある成層火山。現在の標高は2,882m。名称は「無名」という意味である。

## 概要
カムチャツカ半島中東部のクリュチェフスカヤ火山群に属する安山岩質の成層火山で、火山活動はかなり活発である。ベズイミアニ山は1955年に噴火するまでは一度も噴火した記録はなく、死火山だと考えられていた。この噴火の翌年（1956年）に大噴火により山体崩壊を起こし、山頂部を285 m吹き飛ばした。

## 1955-56年の噴火
前述にもある通り、この火山は有史に入り一度も噴火しておらず、この噴火が有史以来初の噴火である。
噴火の1か月前の9月29日から火山性地震が多発し、その地震は前日まで続いた。そして、10月22日に噴火。この噴火が有史最初の噴火となる。その後もブルカノ式噴火を起こし、火山灰を多く噴き上げる。12月になってもベズイミアニ山は火山灰を噴き上げるが、噴火の規模はやや小さくなったため、小康状態になったように思えた。しかし、翌年の1956年3月30日、現地時間の午後5時11分ごろベズイミアニ山を震源とする大きな地震が起き、この地震で北東斜面で山体崩壊が発生。噴煙は火口上35～40kmに達した。その後山頂には馬蹄形の火口が出現し、噴火前3085 mあった標高はこの大噴火で2800 mに減少。この噴火による火山爆発指数は5で、空振は地球を1周半した。その後、火口から溶岩ドームが出現し、火口の大半を埋めた。この時に放出された噴出物の総重量は6.7×109 tと推定されている。
なお、地震が引き金となって山体崩壊を起こし、大噴火をして溶岩ドームを形成するこのようなタイプの噴火は、24年後にアメリカ合衆国にあるセント・ヘレンズ山（火山爆発指数は同じく5）でも起きている（1980年のセント・ヘレンズ山噴火）。
1952年11月のカムチャツカ地震（Mw9.0）の3年後であることから、連動噴火の可能性が指摘されている。

## 近年の噴火状況
- 2010年2月11日には、クリュチェフスカヤ山と同時に噴火している[4]。

- 2019年3月16日早朝に噴火。上空15000メートルまで噴煙が到達した模様[5][6]。

- 2022年5月28日午後5時10分ごろ（日本時間）、準プリニー式噴火と見られる大規模な噴火が発生[7]。噴煙は高度1万5000mに到達したとみられた[8]。この噴火の影響で、アメリカ発の航空便（日本到着便）に最大24時間の遅れが生じた[9]。